# بوتل، انگلستان
longitudeبوتل، انگلستانlatitudeبوتل، انگلستان
بوتل، انگلستان (به انگلیسی: Bootle) شهری در کشور انگلستان است که این کشور خود بخشی از بریتانیا محسوب می‌شود. این شهر در سال ۱۹۹۱ میلادی ۶۵٫۴۵۴ نفر جمعیت داشته و در سرشماری سال ۲۰۰۱ جمعیت آن به ۵۹٫۱۲۳ نفر رسیده‌است. میزان رشد سالانهٔ جمعیت بوتل، انگلستان ‎-۰٫۳۱ درصد می‌باشد و جمعیت این شهر در سال ۲۰۱۲ به ۵۷٫۱۲۲ نفر تغییر یافت.